# N'Dodjigu
N'Dodjigu, o anche N'Dodjiga, è un comune rurale del Mali facente parte del circondario di Youwarou, nella regione di Mopti.